# ان‌سل
ان‌سل (نپالی: एनसेल आजियाटा) شرکت مخابرات نپالی است.
ان‌سل یک ارائه دهنده خدمات تلفن همراه از نپال است. این شرکت بزرگترین شرکت نپال از نظر سهم بازار درآمد و دومین شرکت بزرگ مخابراتی پس از نپال تلکام از نظر تعداد مشترکین است.
این شرکت در سال ۲۰۰۴ تأسیس شد، زمانی که در آن زمان تنها یک اپراتور بزرگ مخابراتی، نپال تلکام، وجود داشت. سرمایه‌گذاری در مخابرات و رقابت با سازمان‌های دولتی در آن زمان یک ریسک بزرگ بود. با ورود ان‌سل، بخش مخابرات نپال به دلیل رقابت بیشتر در بازار پیشرفت کرد.